# Gustav Gustavsson af Wasa
Gustav Gustavsson af Wasa (født 9. november 1799 i Stockholm, død 5. august 1877 i Pillnitz ved Dresden) var en svensk-finsk kronprins, der levede i landflygtighed i størstedelen af sit liv. Han blev aldrig konge, men hans datter blev dronning af Sachsen.

## Svensk tronfølger
Under den finske krig i 1808–1809 blev Finland besat af Rusland. Ved Freden i Fredrikshamn i september 1809 blev Finland afstået til den russiske kejser.
Allerede i 1808 stod det klart, at Sverige-Finland ville tabe til Rusland. Kong Gustav 4. Adolf af Sverige fik skylden for den mislykkede krig, og især i hæren voksede utilfredsheden med kongen. Den 13. marts 1809 blev kongefamilien arresteret og ført til Gripsholm Slot.
I den første tid efter kuppet i marts 1809 var Gustav af Wasa og hans forældre fanger på Gripsholm Slot. I december 1809 blev de landsforvist og deporteret til Danmark.
Allerede den 29. marts 1809 havde Gustav 4. Adolf af Sverige accepteret at træde tilbage til fordel for sin søn Gustav af Wasa, der var ni år gammel. 
Den 19. maj 1809 valgte stænderrigsdagen Gustav 4. Adolfs farbror til konge under navnet Karl 13. af Sverige. Den 24. januar 1810 blev den danske prins Christian August af Slesvig-Holsten-Sønderborg-Augustenborg svensk tronfølger.  
Christian August tog navneforandring til Karl August. Han døde pludseligt den 28. maj 1810. Derefter var Gustav af Wasa igen tronfølgerkandidat. Den 21. august 1810 valgte rigsdagen imidlertid den franske feltmarskal Jean Baptiste Bernadotte til tronfølger (fra 1818 kong Karl 14. Johan af Sverige-Norge).

## I østrigsk tjeneste
Da han var 24 år gammel, meldte Gustav af Wasa sig til tjeneste i den østrigske hær. Han avancerede til Feldmarschall-Leutnant.
I 1829 gav kejser Frans 1. af Østrig ham titlen prins af Wasa.

## Forældre
Gustav af Wasa var det ældste barn og den eneste overlevende søn af kong Gustav 4. Adolf af Sverige (søn af Sophie Magdalene af Danmark og Gustav 3. af Sverige) og dronning Frederikke af Sverige (Frederikke var datter af Karl Ludvig af Baden, der var Badens tronfølger, og hun var sønnedatter af kurfyrste og storhertug Karl Frederik af Baden).

## Forlovelse
I 1828 blev Gustav af Wasa forlovet med prinsesse Marianne af Holland (en datter af kong Vilhelm 1. af Nederlandene). Kong Karl 14. Johan af Sverige-Norge blev så vred over forlovelsen, at han truede med krig. Herefter hævede den hollandske regering forlovelsen.

## Ægteskab og børn
Fra 1830 til 1843 var Gustav af Wasa gift med sin kusine Louise Amelie af Baden. Hun var det ældste barn af storhertug Karl af Baden (1786 – 1818) og Stéphanie de Beauharnais (adoptivdatter af Napoleon Bonaparte). 
Parret fik to børn:
- Ludvig af Wasa, kaldt Louis (3. februar 1832 – 17. februar 1832), den yngste (og dermed sidste) mandlige arving fra det tidligere svenske kongehus Holsten-Gottorp.
- Carola af Wasa (1833 – 1907), gift med kong Albert af Sachsen (1828–1902), dronning af Sachsen 1873–1902, derefter enkedronning.

## I østrigsk tjeneste
Da han var 24 år gammel, meldte Gustav af Wasa sig til tjeneste i den østrigske hær. Han endte som Feldmarschall-Leutnant.
I 1829 gav kejser Frans 1. af Østrig ham titlen prins af Wasa.

## Sidste år
I sine sidste år var Gustav af Wasa en rastløs rejsende. I 1877 døde han under et ophold hos datteren Karolina af Wasa, der var dronning af Sachsen. 
Han blev først begravet i det holstein-gottorpske familiegravsted i Eutin i Holsten. I 1884 blev han genbegravet under det gustavianske kor i Riddarholmskirken i Stockholm.

## Titler
- 1799 – 1809: Hans kongelige højhed kronprinsen af Sverige-Finland.
- 1809 – 1816: Hans kongelige højhed prins Gustav Gustavsson af Sverige.
- 1816 – 1829: Hans kongelige højhed prins Gustav Gustavsson af Sverige, greve af Itterburg.
- 1829 – 1877: Prins Gustav Gustavsson af Wasa, greve af Itterburg.